# Landbruksdirektoratet
Landbruksdirektoratet är en norsk statlig myndighet under Landbruks- og matdepartementet?, som bildades 2014 genom en sammanslagning av Statens landbruksforvaltning och Statens reindriftsforvaltning.
Myndigheten har huvudkontor i Oslo, och avdelningen för renskötsel har kontor i Alta i Finnmark fylke.